# Regering-Khuen-Héderváry I

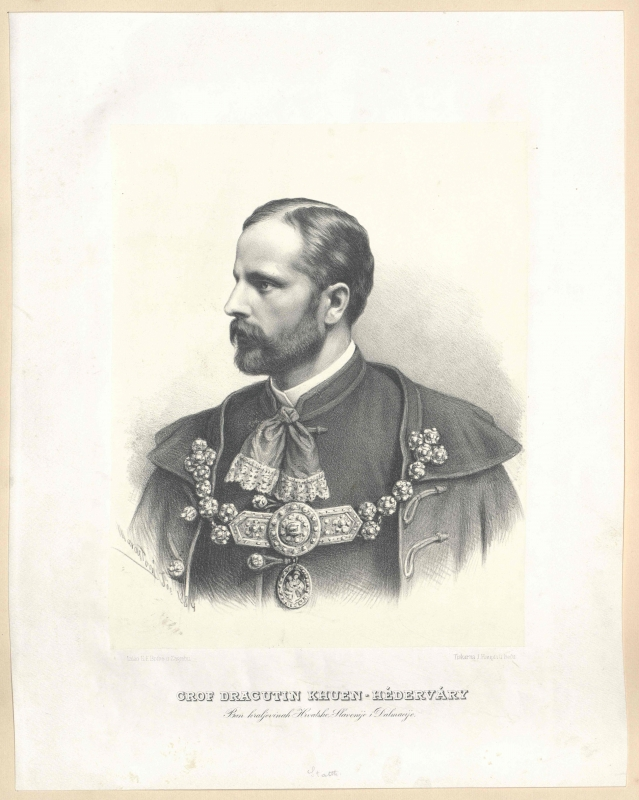
Premier Károly Khuen-Héderváry

De regering-Khuen-Héderváry I was de regering die Hongarije bestuurde van juni tot november 1903, met Károly Khuen-Héderváry als premier. De regering was slechts een goede vier maanden in functie.

## Geschiedenis
De regering-Széll was geconfronteerd met anti-Hongaarse rellen en was uiteindelijk gevallen omdat ze haar begroting voor 1903 niet gestemd kreeg in de Rijksdag, door toedoen van de aloude obstructie van de oppositie. Op 27 juni 1903 werd een nieuwe regering aangesteld onder leiding van Khuen-Héderváry, de voormalige ban van Kroatië. Een maand nadat de nieuwe regering aantrad, deed zich een crisis voor toen de oppositie met bewijs kwam door corruptie door de regering. Het ging om aan omkoopschandaal, waarbij de regering de oppositie had willen omkopen om een einde te maken aan de obstructie. Khuen-Héderváry trad af, maar zijn ontslag werd niet aanvaard door de koning.
Deze crisis verdween naar de achtergrond toen er een nieuw probleem ontstond met betrekking tot de Hongaarse verplichtingen ten aanzien van het gezamenlijk Oostenrijks-Hongaars leger. Khuen-Héderváry bood opnieuw zijn ontslag aan na scherpe kritiek van de Oostenrijkse premier Ernest von Koerber. Zijn ontslag werd door de koning aanvaard op 3 november dat jaar.
Zijn regering werd opgevolgd door de regering-István Tisza I. De aanslepende blokkering van de Hongaarse politiek zorgde ervoor dat István Tisza een hardhandig bestuur aan de dag legde, waarbij hij geweld niet schuwde en soms een loopje nam met de regelgeving.

## Samenstelling
| Functie en bevoegdheden                                          | Naam                   | Termijn                        |  | Partij                          |
| ---------------------------------------------------------------- | ---------------------- | ------------------------------ |  | ------------------------------- |
| Premier Minister van Binnenlandse Zaken Minister naast de Koning | Károly Khuen-Héderváry | 27 juni 1903 – 3 november 1903 |  | Liberale Partij                 |
| Minister van Financiën                                           | László Lukács          | 27 juni 1903 – 3 november 1903 |  | Liberale Partij                 |
| Minister van Justitie                                            | Sándor Plósz           | 27 juni 1903 – 3 november 1903 |  | Liberale Partij                 |
| Minister van Defensie                                            | Dezső Kolossváry       | 27 juni 1903 – 3 november 1903 |  | partijloos                      |
| Minister van Godsdienst en Onderwijs                             | Gyula Wlassics         | 27 juni 1903 – 3 november 1903 |  | Liberale Partij                 |
| Minister van Landbouw                                            | Ignác Darányi          | 27 juni 1903 – 3 november 1903 |  | Liberale Partij                 |
| Minister van Handel                                              | Lajos Láng             | 27 juni 1903 – 3 november 1903 |  | Liberale Partij                 |
| Minister van Kroatisch-Slavoons-Dalmatische Aangelegenheden      | Nikola Tomašić         | 27 juni 1903 – 3 november 1903 |  | Kroatische Unionistische Partij |